# Luc Millecamps
Luc Millecamps (10 de setembre de 1951) és un exfutbolista belga. El seu germà fou el també futbolista Marc Millecamps.

## Selecció de Bèlgica
Va formar part de l'equip belga a la Copa del Món de 1982.